# LEX (fusée)
La fusée LEX (Lithergol EXpérimentale) est une fusée-sonde française, développée par l'ONERA, dans le but de tester la technologie lithergol, c'est-à-dire l'utilisation dans un moteur-fusée d'un ergol solide avec un ergol liquide. Il s'agit de la première fusée de l'histoire à utiliser cette technologie. Elle vol à 8 reprises entre 1964 et 1967.

## Liste des vols
Tableau mis à jour le 20 mai 2020
| Succès | Succès | Succès | Vol n° | Version | Date de lancement (UTC) | Base de lancement    | Charge(s) utile(s)                  | Altitude | Notes                                                     |
| ------ | ------ | ------ | ------ | ------- | ----------------------- | -------------------- | ----------------------------------- | -------- | --------------------------------------------------------- |
|        | ~      |        | 1      | LEX-01  | 25/04/1964              | Île du Levant France | Instruments de télémesure Émetteurs | 1 km     | Échec partiel : Résidus dans le moteur Premier vol de LEX |
|        | ✓      |        | 2      | LEX-02  | 01/06/1965              | Île du Levant France | Instruments de télémesure Émetteurs | 68 km    | Premier vol de LEX-02                                     |
|        | ✓      |        | 3      | LEX-02  | 01/06/1965              | Île du Levant France | Instruments de télémesure Émetteurs | 60 km    |                                                           |
|        | ✓      |        | 4      | LEX-02  | 01/06/1965              | Île du Levant France | Instruments de télémesure Émetteurs | 60 km    | Dernier vol de LEX-02                                     |
|        | ✓      |        | 5      | LEX-02B | 01/11/1967              | Île du Levant France | Instruments de télémesure Émetteurs | 101 km   | Premier vol de LEX-02B                                    |
|        | ✓      |        | 6      | LEX-02B | 01/11/1967              | Île du Levant France | Mesure météorologique Émetteurs     | 80 km    |                                                           |
|        | ✓      |        | 7      | LEX-02B | 01/11/1967              | Île du Levant France | Mesure météorologique Émetteurs     | 115 km   |                                                           |
|        | ✓      |        | 8      | LEX-02B | 01/11/1967              | Île du Levant France | Instruments de télémesure Émetteurs | 115 km   | Dernier vol de LEX                                        |